# Punct izolat al unei curbe

Un punct izolat al unei curbe în origine (curba este descrisă în text)

În geometria algebrică clasică, un punct izolat al unei curbe (în engleză acnode), cunoscut și ca punct hermitic, este un punct izolat din mulțimea soluțiilor unei ecuații polinomiale în două variabile reale.
De exemplu, ecuația (definind o funcție implicită)
{\displaystyle f(x,y)=y^{2}+x^{2}-x^{3}=0}
are un punct izolat în origine, deoarece este echivalent cu
{\displaystyle y^{2}=x^{2}(x-1)}
iar {\displaystyle x^{2}(x-1)} este nenegativ doar când {\displaystyle x\geq 1} sau {\displaystyle x=0}.  Astfel, în numere reale ecuația nu are soluții pentru {\displaystyle x<1} cu excepția lui (0, 0).
Prin contrast, în numerele complexe originea nu este izolată deoarece există rădăcini pătrate ale numerelor reale negative. De fapt, soluția complexă a unei ecuații polinomiale de două variabile complexe nu poate avea niciodată un punct izolat.
Un punct izolat al unei curbe este un punct critic sau o singularitate a funcției polinomiale definitorii, în sensul că ambele derivate parțiale {\displaystyle \partial f \over \partial x} și {\displaystyle \partial f \over \partial y} dispar. În plus, matricea Hessiană a derivatelor de ordinul al doilea va fi pozitiv definită sau negativ definită, deoarece funcția trebuie să aibă în punctul singular un minim local sau un maxim local.